# 三谷純子
三谷 純子（みたに じゅんこ、1978年6月10日 - ）は、京都府京都市出身のフリーアナウンサー。
同志社大学卒業後、NHK松山放送局にキャスターとして入局。テレビニュース、ラジオニュース、生中継リポーター、ロケ番組のリポーターとして活動。2005年3月退局、その後フリーに転向し圭三プロダクション入りした。

## NHK時代の担当番組
- いよいよワイド
- いよかんワイド
- ふれスタえひめ
- BSニュース ふるさと発
- NHKラジオ第1ニュース